# Katsuhiro Suzuki
Katsuhiro Suzuki (鈴木 勝大 Suzuki Katsuhiro?), född 26 november 1977 i Kanagawa prefektur, är en japansk före detta fotbollsspelare.
Suzuki började sin karriär 2000 i Avispa Fukuoka. Efter Avispa Fukuoka spelade han för Sagan Tosu, Volca Kagoshima och Rosso Kumamoto. Han avslutade karriären 2006.